# Улица Губкина (Салават)
Улица Губкина (башк. Губкин урамы) — улица в городе Салавате, расположенная в его новой части.

## История
Застройка улицы началась в 1980 году. Улица названа в честь Ивана Михайловича Губкина, академика, геолога, основателя советской нефтяной геологии.   
Улица застроена 5—9-этажными домами.
Город Салават застраивается в сторону продолжения улицы Губкина на юг.

## Трасса
Улица Губкина начинается от Октябрьской улицы и заканчивается на Ленинградской улице. Пересекает бульвар Космонавтов, улицу Калинина, бульвар Салавата Юлаева.

## Транспорт
По улице Губкина ходят автобусы и маршрутные такси №1, 2, 3, 6. Движение транспорта по улице двусторонее.

## Примечательные здания и сооружения
- д. 22А Филиал уфимского нефтяного института.
- д. 7 Мечеть
- Трасса для тренировок мотоциклистов[3].
- Гипермаркет "Магнит"

### Памятники
- Жителям деревни Кудакай, участникам войн.

## Фотогалерея

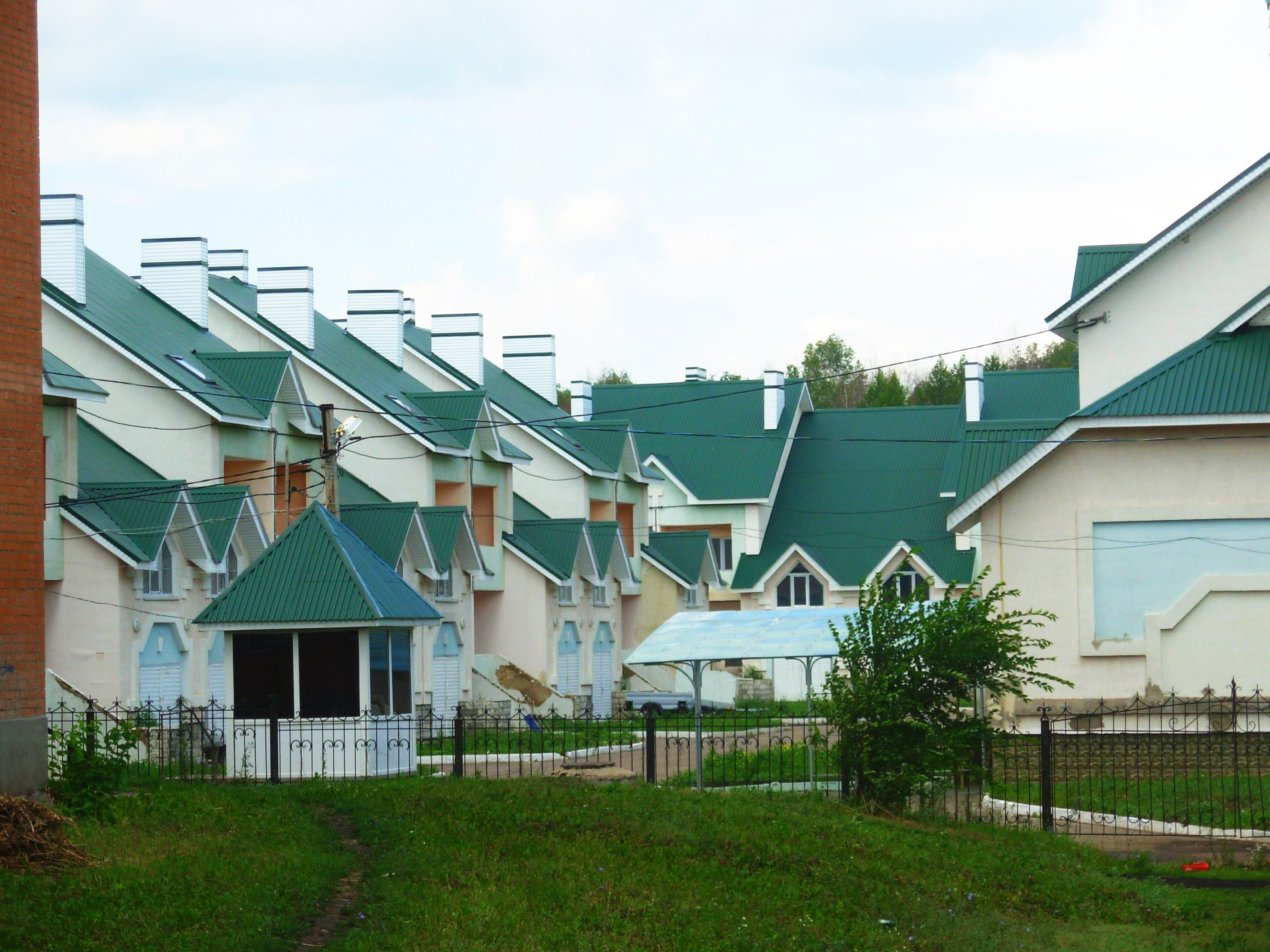
На улице Губкина
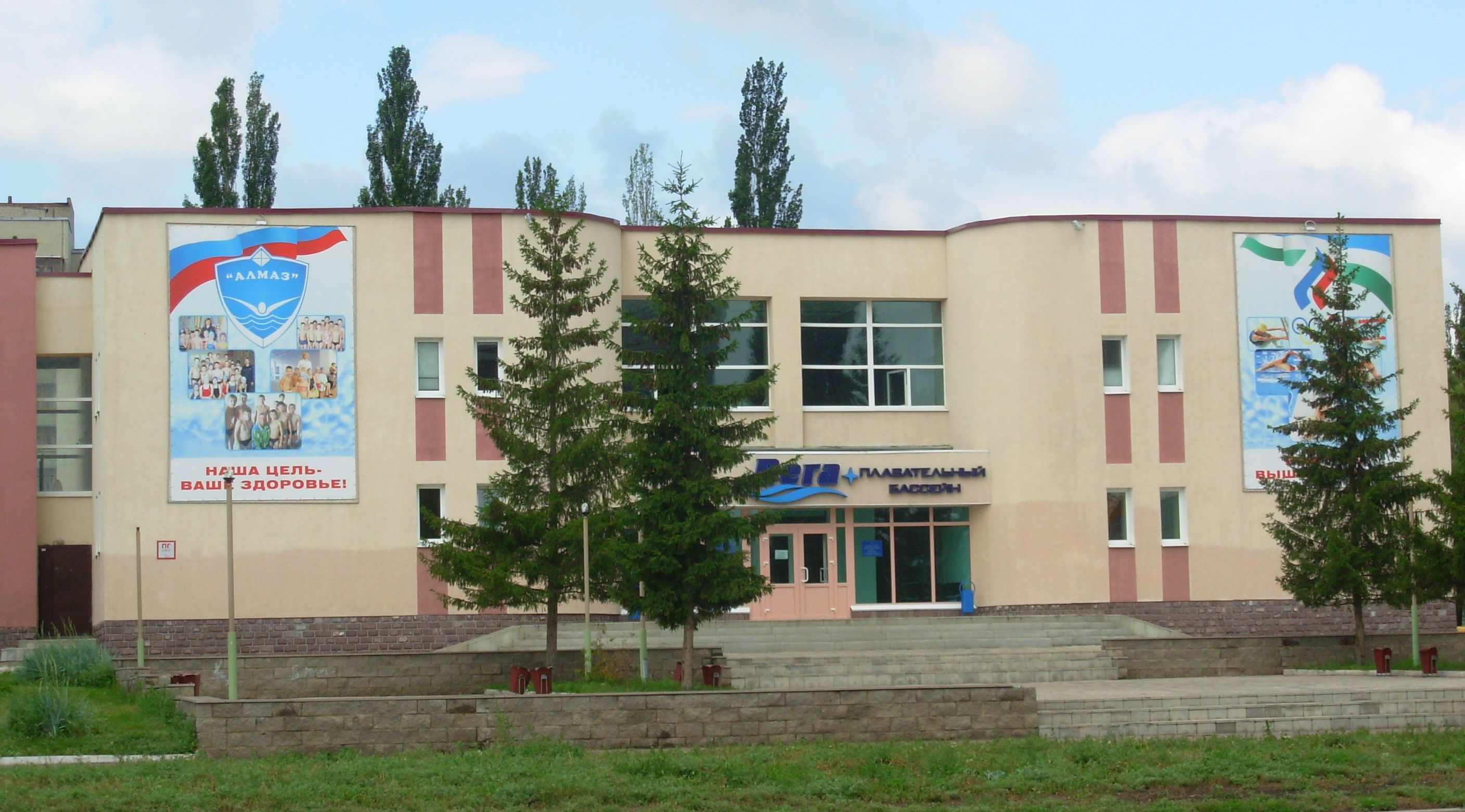
Бассейн на улице Губкина
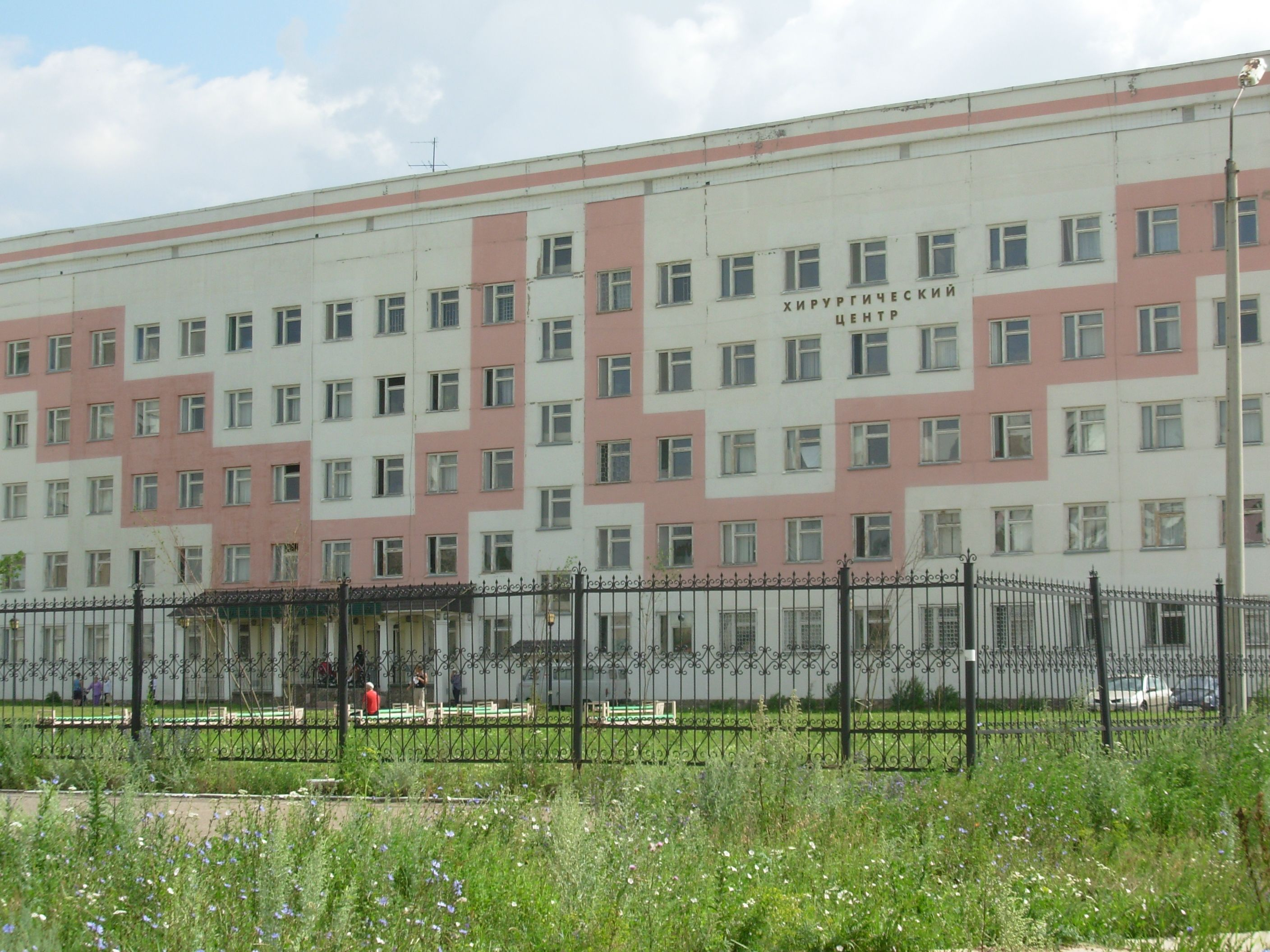
Больница  на улице Губкина
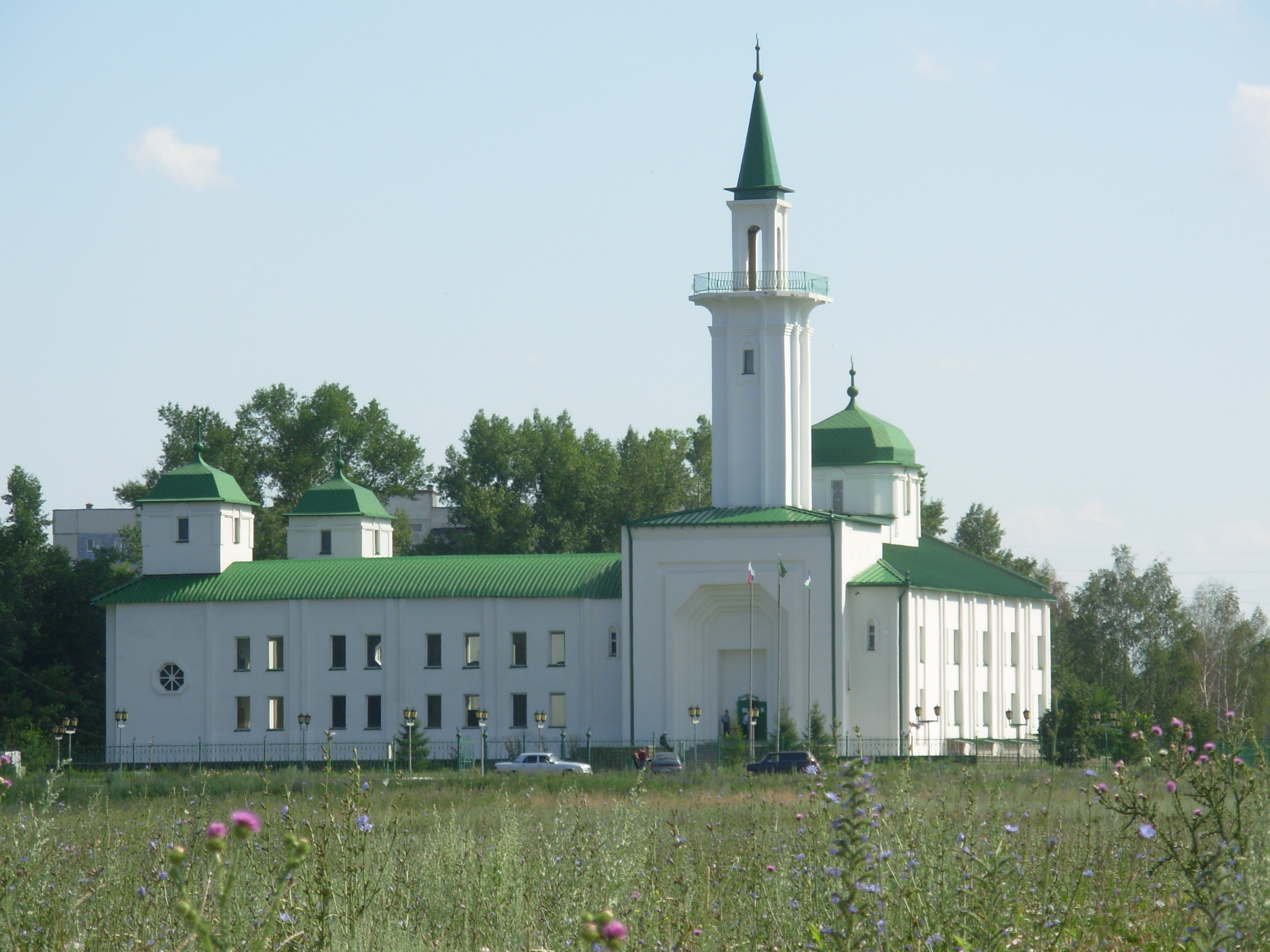
Мечеть на улице Губкина
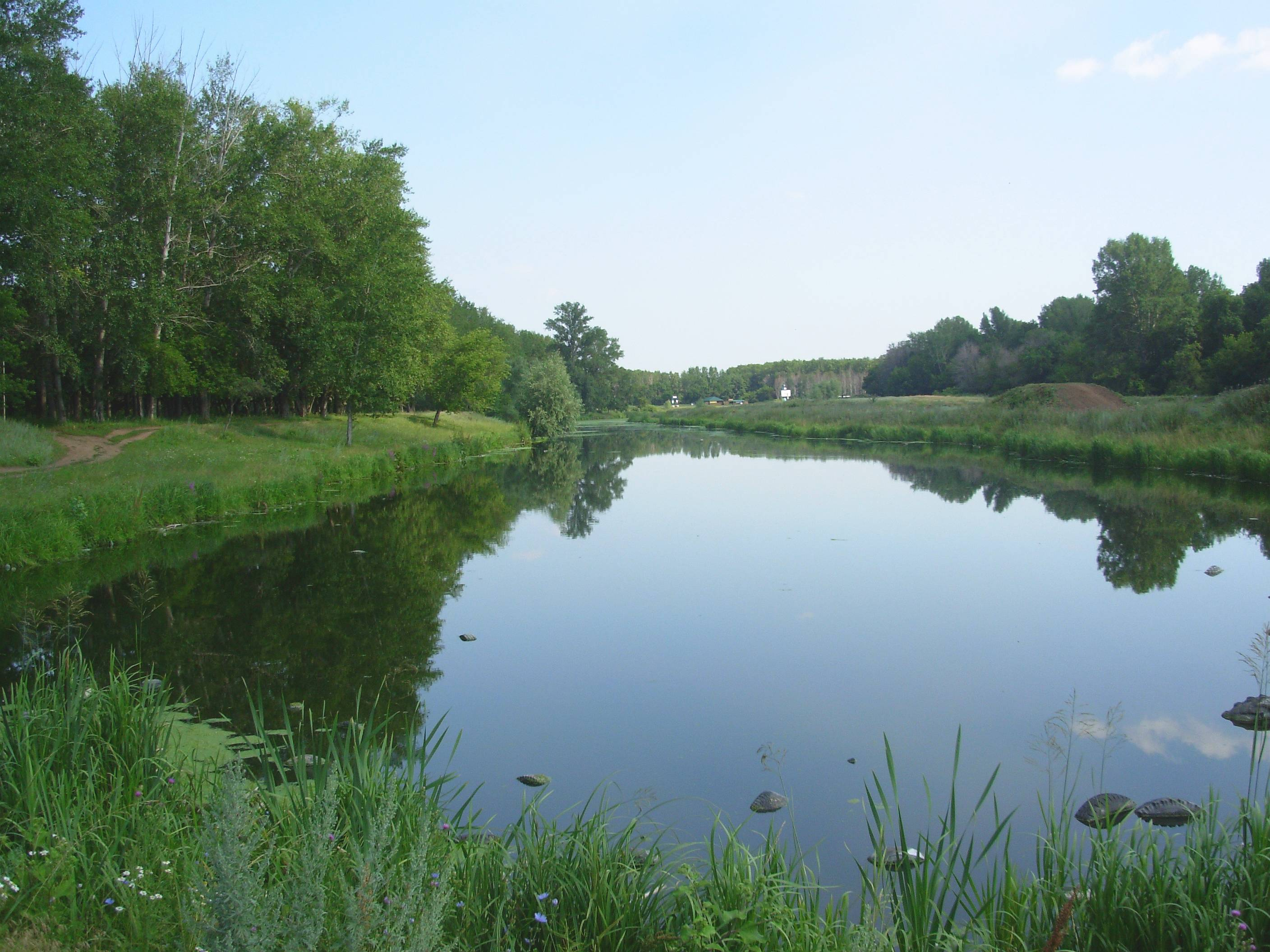
Озеро Ялпой с трассой для проведения соревнований по спидвею
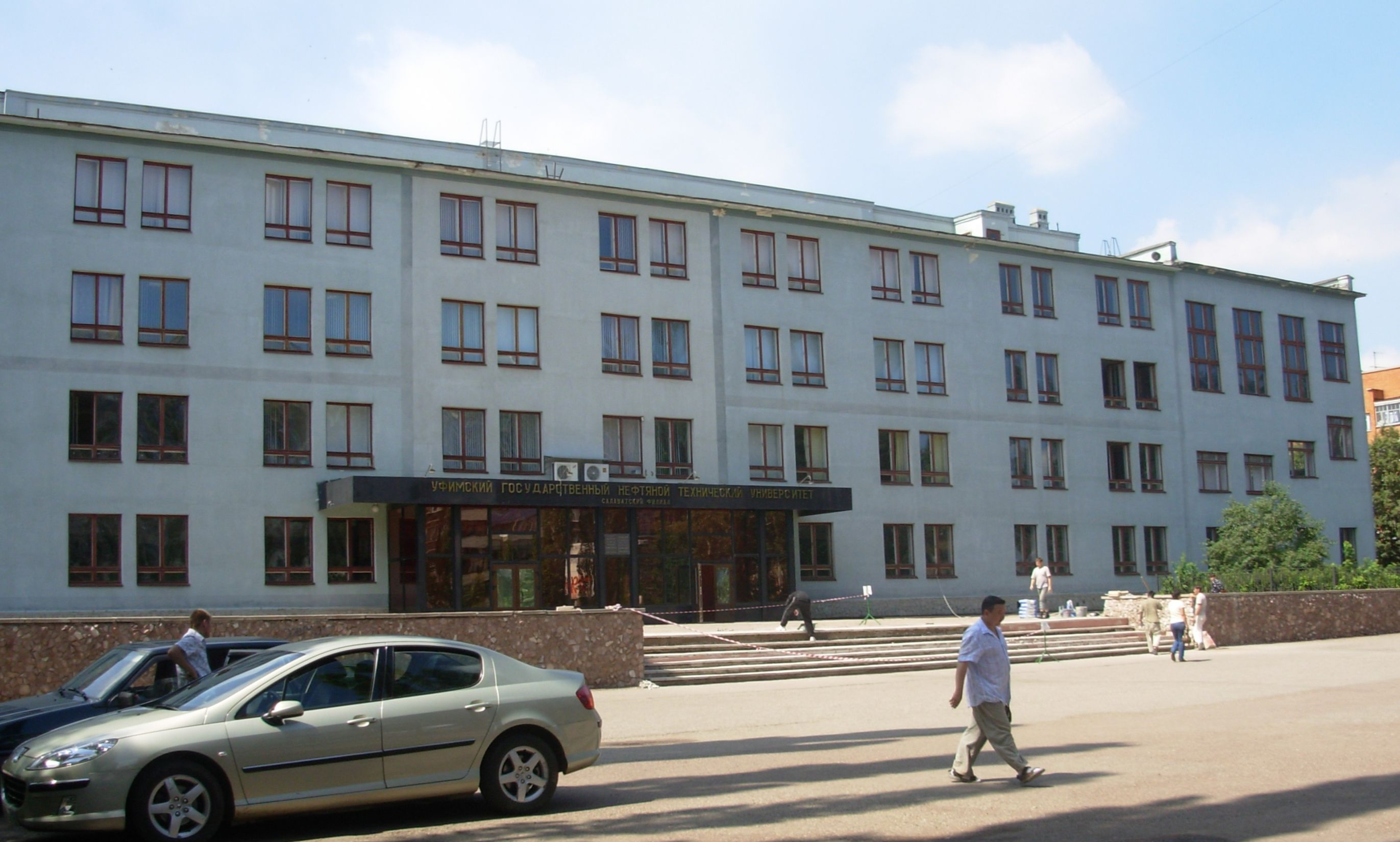
Филиал уфимского нефтяного института  на улице Губкина